# Protogygia polingi
Protogygia polingi är en fjärilsart som beskrevs av Barnes och Benjamin 1922. Protogygia polingi ingår i släktet Protogygia och familjen nattflyn. Inga underarter finns listade i Catalogue of Life.